# Travis
Travis er et skotsk rockband dannet i Glasgow i 1990 og består af Fran Healy (forsanger, rytmeguitar), Dougie Payne (basguitar, backing vokal), Andy Dunlop (leadguitar, banjo, baggrundsvokal) og Neil Primrose (trommer, percussion). Bandets navn stammer fra karakteren Travis Henderson (spillet af Harry Dean Stanton) i filmen Paris, Texas (1984). Bandet udgav deres debutalbum, Good Feeling (1997), som opnåede moderat succes ved at debutere som nummer ni på UK Albums Chart og blev senere tildelt sølv-certificering af British Phonographic Industry (BPI) i januar 2000.
Bandet opnåede større succes med deres andet album, The Man Who (1999), som tilbragte ni uger som nummer et på UK Albums Chart og i alt 134 uger i top 100 på hitlisten. I 2003 blev The Man Who certificeret 9× platin af BPI, hvilket repræsenterede et salg på over 2,68 millioner eksemplarer alene i Storbritannien. Efter denne succes udgav bandet deres tredje album, The Invisible Band (2001). Det matchede succesen fra The Man Who ved at debutere som nummer et på UK Albums Chart og nåede samtidig en placering som nummer 39 på US Billboard 200. Et år efter udgivelsen af The Invisible Band tildelte BPI Travis en 4× platin-certificering for albummet.
Efterfølgende udgivelser som 12 Memories (2003), The Boy with No Name (2007), Ode to J. Smith (2008), Where You Stand (2013), Everything at Once (2016), 10 Songs (2020) og L.A. Times (2024) opnåede også kommerciel succes. I 2004 udgav bandet deres første greatest hits-album, Singles. Blandt gruppens mest kendte numre er "Why Does It Always Rain on Me?", "Sing", "Flowers in the Window", "Re-Offender" og "Closer".
Travis har to gange modtaget prisen for bedste band ved Brit Awards og blev kåret til årets kunstner ved NME-priserne i 2000, og i 2016 blev de hædret ved Scottish Music Awards for deres enestående bidrag til musikken.

## Medlemmer

### Nuværende medlemmer
- Andy Dunlop – leadguitar, banjo, baggrundsvokal (1990–nu)
- Neil Primrose – tromer, percussion (1990–nu)
- Fran Healy – forsanger, rytme guitar, klaver(1991–nu)
- Dougie Payne – basguitar, baggrundsvokal og med-forsanger (1994–nu)

### Tidligere medlemmer
- Geoff Martyn – keyboard (1990–1994)
- Chris Martyn –  basguitar (1990–1994)
- Simon Jarvis – tromer, percussion (1990)
- Catherine Maxwell – forsanger (1990–1991)

## Diskografi

### Albums
- Good Feeling (1997)
- The Man Who (1999)
- The Invisible Band (2001)
- 12 Memories (2003)
- The Boy with No Name (2007)
- Ode to J. Smith (2008)
- Where You Stand (2013)
- Everything at Once (2016)
- 10 Songs (2020)
- L.A. Times (2024)

## Filmografi
- More Than Us (2002)
- Travis at the Palace (2004)
- Singles (2004)
- Almost Fashionable: A Film About Travis (2018)[8]

## Turnéer
- Good Feeling Tour (1997–1998)
- Rolling Stone Roadshow 1999 Tour (1999)
- The Man Who Tour (1999–2000)
- The Invisible Band Tour (2001–2002)
- 12 Memories Tour (2003–2004)
- Singles Tour (2004)
- The Boy with No Name Tour (2007)
- Ode to J. Smith Tour (2008–2009)
- A Chronological Acoustical Journey Through The Travis Back Catalogue Tour (2009)
- Where You Stand Tour (2013–2014)
- Everything at Once Tour (2016–2017)
- The Man Who Live 2018 Tour (2018)[9]
- The Invisible Band 20th Anniversary Tour (2022)[10]
- L.A. Times Promo Tour (2024)
- Raze The Bar Tour (2024)[11]